# 薄壳雪锉蛤
薄壳雪锉蛤（学名：Limaria perfragilis），是莺蛤目狐蛤科雪锉蛤属的一种。主要分布于中国大陆、台湾，常栖息在水深65－94米的砂泥底质，仅见于潮下带。